# 탄저

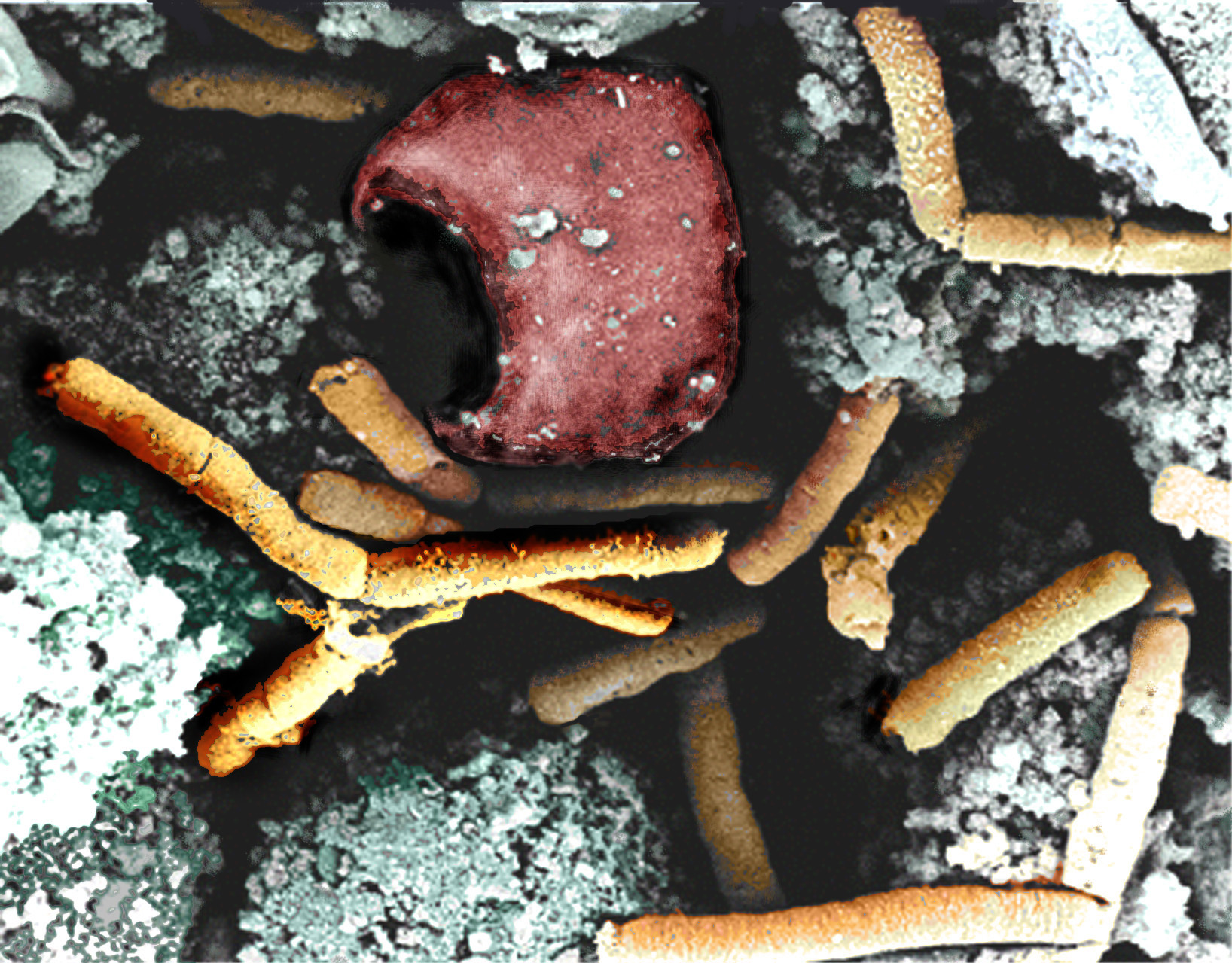
탄저의 원인인 탄저균의 사진

탄저(炭疽, 영어: anthrax)는 탄저균(Bacillus anthracis)의 포자에 의해 발생하는 감염병의 하나이다. 소, 양, 염소 등의 반추 동물에게서 발생하는 것이 보통이지만, 탄저균에 감염된 동물에게 접촉하는 인간에게도 감염될 수 있다. 동물에게 일어나는 탄저의 원인인 탄저균과 식물 탄저병의 원인인 탄저병균은 별개다.

## 역사
1870년대에 로베르트 코흐가 어떠한 병의 원인이 세균이 될 수 있다는 사실을 발견했고, 탄저의 원인이 되는 탄저균을 발견하였다.
1881년에 루이 파스퇴르는 양에게 탄저균 예방 접종 실험을 하였다. 양을 두 실험군으로 나누고 한쪽 실험군에게는 탄저균 백신을 15일의 간격으로 두 번 주사했다. 30일 후에 탄저균을 감염시키자, 백신을 투여받지 못한 양은 모두 죽었지만 백신을 투여받은 양은 모두 살아남았다.

## 감염 증상

### 인간
- 피부 - 사람에게 감염되는 탄저의 95%가 피부 탄저인데, 이는 탄저균에 감염된 가축으로 만들어진 울, 가죽, 털제품 등을 다루다가 박테리아가 피부의 상처를 통해 침입하면서 발생한다. 처음엔 벌레에 물린 것처럼 가려움을 느끼다가 보통 1-3cm정도의 가운데가 까만 고통이 없는 염증으로 발전한다. 주위에 부종이 생기기도 한다. 치료를 받지 못하면 20%정도가 사망하게 된다. 탄저에 감염된 NBC 방송 직원은 피부를 통해 탄저에 감염된 경우다.

- 호흡기 - 초기 증상은 보통 감기와 비슷하지만, 며칠이 지나면 심각한 호흡곤란과 쇼크로 이어진다. 호흡기를 통한 탄저균 감염은 치명적일 경우가 많다. 플로리다의 타블로이드 신문 직원은 호흡기를 통해 탄저균이 감염됐고 곧 사망했다. 참고로 호흡기 감염의 사망률은 약 97%로 매우 높다. 그러나 자주 일어나지는 않다.

- 소화기 - 소화기를 통한 탄저균의 감염은 감염된 고기를 섭취하면서 이뤄지고 장내에 염증으로 이어진다. 처음엔 구역질을 느끼고 식욕이 떨어지며 구토와 열이 난다. 더 진행되면 복통이 심해지고 구토에 피가 나며 심한 설사를 하게 된다. 소화기를 통한 감염자의 25%-60% 정도가 치명적이다.

### 인간 외 동물
- 초식동물에서는 잠복기가 1-5일이며 패혈증을 일으키고 급성경과로서 폐사한다. 감수성이 높은 소와 말의 경우 안결막의 충혈 및 부종, 고열(41~42도), 호흡 및 맥박수 증가, 폐수종 및 호흡곤란 등의 증상을 나타내며 패혈증의 경우 혈색소뇨가 나타나고, 경과가 빠른 것은 24시간 이내에 급사하나 대부분 2-3일 이내에 폐사한다. 사후강직이 부전하며 천연고로부터 타르양 혈액에 배설되고 거대비장의 출현이 인정된다. 초식동물에 비해 저항성이 있는 돼지에서의 탄저감염증은 피부탄저를 Bullnose라 부르며, 주로 인후두부에 국한된 교양침윤을 나타내지만 때로는 장관에 국한된 감염이나 급성 패혈증성 감염을 일으키기도 한다.

## 같이 보기
- 탄저균
- 탄저병균